# Wesmaelius fumosus
Wesmaelius fumosus là một loài côn trùng trong họ Hemerobiidae thuộc bộ Neuroptera. Loài này được Tjeder miêu tả năm 1955.